# LIAR GAME
《LIAR GAME》（詐欺遊戲）是日本漫畫家甲斐谷忍所作的漫畫作品。香港版漫畫由天下出版社代理，單行本全19卷，台灣版漫畫由長鴻出版社代理，並推出特別篇《Liar Game 甲斐谷忍短篇集 A》，其主要內容由秋山深一大學時期的故事及幾個短篇故事所組成。

## 概要
大學生神崎直突然被牽扯進了一個1對1的一億日圓爭奪遊戲之中。
若無法贏得這個依靠欺騙對手來獲取勝利的遊戲，她將會背負一大筆債務。
為此事倍感頭疼的神崎直遇到了詐欺師秋山深一，並向他尋求幫助。隨之進入了第2回合「少數決」，包括神崎直，以及秋山深一，合計共22名參賽者。
成功脫離LIAR GAME的神崎直卻為了拯救秋山，而參與敗者復活戰「裁員遊戲」（9名參賽者合力裁走1名參賽者）從而進入第3回合「走私遊戲」。
在第3回合，8名復活戰勝出的連同第2回合勝出的秋山，合計9人組成「南國」，每人手上有4億，對手則是「北國」。兩國成員需從對國偷運金錢回國，還要經過海關人員的考驗。
3回合敗者復活戰，秋山、神崎與福永組隊參加，分別是俄羅斯輪盤、17張撲克以及不會轉動的輪盤遊戲，勝出後從而進入第4回合預賽「感染遊戲」。
神崎直和秋山深一在預賽中勝出，跟著正式進入第四回合「搶椅子遊戲」。在第四回合「搶椅子遊戲」中，秋山遇到全新的勁敵，張本健治，在本遊戲中分成三大勢力，秋山組，張本組與橫矢組，秋山最後逆轉贏的比賽，張本組與橫矢組在「搶椅子遊戲」背債，從而進入第四回合敗部復活賽「投標撲克」。
共分二個會場，第一會場在神崎直及秋山深一的合作下，再度逆轉贏的比賽，張本在此戰找到最初的本性，從而宣布退出比賽，並將從第一回合至今的獎金全數繳出。第二會場橫矢早已預測到此戰遊戲，以十億元的獎金輕鬆勝出，福永則背負巨債。
最後一回合為四國志，最早被擊退的秋山組布局讓比賽最後只能和局無人勝出，事務局的人出面說出舉辦詐欺遊戲的目的後，漫畫連載結束。

## 登場人物

### 主要角色
神崎 直（かんざき なお）
是LIAR GAME的女主角，性格天真正直。她因受LIAR GAME事務所邀請，不小心打開裝有一億元的包裹，被迫參加第一回合的比賽。在中間認識了秋山，福永，橫矢等；隨著遊戲進境，漸漸看出遊戲主辦方才是真正的大莊家，支配著每一位玩家。最早提出了要聯合玩家才可以對抗事務所的意見，亦看穿了只要勝者沒有棄權離場，事務所便不能賺取分毫的盲點。雖然本性不懂騙人，但似乎因為這個性格太明顯，以致在遊戲中幾乎每次騙人都能成功。
- 各場遊戲的表現

- 第一回合：遊戲開始被中學時期的老師藤澤和雄所騙落後一億元，經LIAR GAME事務所安排的人員指點，找到了天才詐欺師秋山深一幫助奪回一億。但是第一回合結束後，卻將藤澤的一億物歸原主，因而無法支付用於棄權的五千萬從LIAR GAME脫身；加上被假律師谷村光男所騙，被逼參加第二回合「少數決」。
- 第二回合：在「少數決」比賽中，她為19號，與秋山等組隊。根據計劃，於第二輪被淘汰。由於秋山成功揭破福永的陰謀，得以以正收入退出遊戲。第二回合結束後得知秋山的身世，希望救秋山脫離LIAR GAME，主動返回敗者復活戰的會場。
- 敗者復活戰：在「裁員遊戲」中一度被福永逼至絕境，後來被秋山所救反成為遊戲的主宰者。遊戲結束並控制了所有人的錢後，決定以二億救出唯一對自己好的三蒲脫離，各發回一億予其他玩家，令所有人以原來的債務晉級第三回合。
- 第三回合：在「走私遊戲」中，以熊公仔悉破橫矢透視眼的謊言；及後在第三日的賽事中理解到橫矢自尊心極強。南國結果取得賺錢而落敗的佳績，神崎直決定由自己和秋山負債，使其他南國成員以及北國叛徒得以脫離遊戲。在最後以言激得原本贏了大錢的勝家橫矢留在LIAR GAME裡面。
- 第二次敗者復活戰：擔任東軍的大將（因為福永提出由自己和秋山連贏先鋒和中堅兩局，最弱的小直便不用出場），在先鋒戰中便看穿LIAR GAME玩家火併會令莊家得利的圖謀，騙取福永自願吃兩槍，令兩軍減少籌碼流失，先鋒戰平手。在中堅戰秋山落後的情況，勸西軍三人與東軍合作不成，反被菊地利用秋山不敢棄牌的優勢贏得籌碼。在「大將戰」與小阪唯子交手，起初陷於劣勢，但其實是與福永合謀，詐作勾結騙過小阪，在第六回合覆盤，為東軍取得大勝。與秋山二人為救西軍三人，為其負上更多的債進入第四回合。
- 第四回合預賽：「感染遊戲」與秋山，赤木二人合作成秋山組對抗橫矢組。成功招攬卷園和也(四眼)，最後在秋山的計謀下說動了佐伯和河合(髮蠟和肌肉男)合謀，成功讓所有人進入主賽，減少敗者。
- 第四回合：本回合行動代號：一點紅。「搶椅子遊戲」與秋山深一組成秋山國，並在比賽期間以自己的正直讓張本國的阿部由紀子信心動搖，在她的協助下秋山贏得四億元獎金並輸掉比賽。因為赤木把在此戰得來的兩億贈與神崎，原本她可以無債退出，但因為想幫助張本組裡的阿部而再次參加遊戲。
- 第四回合敗部復活賽：本回合遊戲為「投標撲克」，神崎直在比賽初期即看出其中端倪，提議分配投標物，以最低金幣一枚投標，以減少金幣流入事務局。在預演賽中，神崎直受佐伯陷害，以「無對」墊底，但是因為只以最低金幣一枚投標，即是墊底仍然有盈餘。在正式賽中，神崎直因為沒有負債，即使落敗也有盈餘，所以她沒有加入投標，自願落敗。到了最後，所有人都願意相信她，結果讓秋山扭轉乾坤反勝張本組。
- 第五回合：原本已經輸掉比賽的神崎，透過代替張本原來代替的人再次進入比賽。在「人體拍賣」被橫矢買入成為魏國的隊員，「四國志」中因橫矢的計謀把秋山為首的倭國滅掉。最後因秋山的計謀令賽事不能完結，見過幕後搞手後回到生活；最後一話跟福永一起看影片，卻發現真正的黑暗還在...

秋山 深一（あきやま しんいち）
是LIAR GAME的男主角，帝都大學的心理學碩士，自少與母親相依為命，母親因家中累積欠債和被傳銷集團所騙決定自殺身亡，秋山得以靠保險金從大學畢業。大學畢業後的秋山以學得的知識報復，以一己之力成功摧毀龐大的傳銷集團，事後因欺詐罪換來三年的牢獄生涯，這經歷亦令秋山變得沉默寡言和對人不信任。出獄後遇上神崎直求助，而幫助神崎直進行比賽。
- 各場遊戲的表現

- 第一回合：成功將藤澤的二億圓騙回，由於神崎直退回五千萬給藤澤，秋山亦不收分文退回五千萬的酬金給神崎直。
- 第二回合：因擔心神崎直而到達第二回合會場，遇上被福永騙走一億支票的高田美智子，秋山以代理參賽身份進入會場。他在第二回合「少數決」的號碼為22號，想出八人組隊的必勝法，不幸將福永編入為同組。後來識破福永同時組三隊的計策，與15號聯手將之擊潰。秋山把贏得的錢分給隊中(除福永以外)的成員，使他們能夠無債退出。但剩下的錢不夠讓秋山自己棄權，因而要參加第三回合。
- 敗者復活戰：神崎直主動參加敗者復活賽陷於困境，秋山出手相救，使計令神崎騙走各人手上的票，操控大局，成為遊戲的嬴家。
- 第三回合：與橫矢較量，在南國陷入絕境時使出拉攏叛徒將南國存款運回北國位於南國的提款機的計策成功。因為秋山拉攏叛徒的策略其實並非出於真心信任人性而是利用對方，被取走北國成員大量金錢的橫矢所嘲笑，賽後受到自己的良心所譴責。
- 第二次敗者復活戰：作為東軍的中堅，與能夠看穿「17張撲克」王牌的菊地交手，一度陷於劣勢，最終秋山創出知道所有牌位置的方法反敗為勝。
- 第四回合預賽：本回合行動代號：前科者。一直在神崎直身邊作軍師，與橫矢再度鬥智，最後成功讓所有人晉級第四回合。
- 第四回合：在遊戲初期局看出遊戲的本質是「屬權爭霸遊戲」，進而組成秋山國與橫矢國、張本國對抗，並破解橫矢與張本的兩次合作，最後雖然橫矢國贏了比賽，卻輸了裡子背負巨債。秋山贏得四億元獎金。原本已經退出遊戲的他，在敗部復活賽中到場，自願接收一人的欠債並代替其比賽，並再與神崎相會。
- 第四回合敗部復活賽本回合遊戲為「投標撲克」，識破張本以修行的磁場太強為由意圖投標所有商品，並確定張本國的領導人物實為木村。秋山順勢利用張本的謊言成功截標，取得兩組商品。張本國以其團隊的優勢以全部的金幣相互投標其國內的撲克牌以升級牌組，但秋山聯合張本國以外的成員，在最後一輪的換牌以高額的金幣強勢換牌，取得第一，成功逆轉，同時幫助團隊內的團員還清債務。
- 第五回合：為倭國的領袖，放出流言指吳蜀兩國中存在著富二代和內奸，雖然早早被滅國但卻令吳蜀兩國打成和局，使比賽不能結束；以此挑戰LGT事務所。從而引出真正的幕後搞手，最後完成遊戲並回到生活。漫畫最終話中，與神崎通電話，卻發現真正的黑暗還在...

福永 佑司（ふくなが　ゆうじ）
跨性別人士，起初以女子之身出場，實則為男性。除了「裁員遊戲」和「走私遊戲」之外皆以女兒身出場。雖然比大部份參加者都要聰明狡詐，但比起張本，橫矢和秋山依然不及。一開始只想靠贏過其他參加者贏得巨款，但在不斷對戰或合作的情況下，漸漸認同神崎要拯救所有參加者的主張，跟她和秋山站在同一戰線之上。
- 各場遊戲的表現

- 第二回合:「少數決」中加入，最終敗給秋山，敗部復活戰中「裁員遊戲」把神崎逼至絕地，卻因秋山的計謀而反敗。後來相當相信秋山，在第三回合「走私遊戲」和第二次敗部復活戰「東西大戰」一直跟秋山和神崎一隊。在第四回合預賽「感染遊戲」中與神崎直、秋山被分開成兩隊於不同地方對戰。因不敵張本等人，無緣晉身，只能作為路人。在第四回合「搶椅子遊戲」中，福永成為秋山國的成員，及後繼續參加第四回合「投標撲克」。
- 第四回合敗部復活賽在第四回合的比賽「投標撲克」中聯同金子與橫矢對抗，因為組內另一位成員背叛而一敗塗地。他費最後力量令金子賺錢，自己則背負巨債。最後因為賽事不能作結，獲事務所免除所有債務。
- 在第二次敗部復活戰「東西大戰」時被神崎看出想向橫矢報仇和喜歡秋山的心理，因而判定他不會再次背叛。當秋山揭露想自己一人獨贏之餘同時負上巨債，以弄垮LGT事務所的計策後，參與第四回合期望協助秋山和神崎。

### 其他玩家角色

#### 第一回合
藤澤和雄
女主角神崎直中學的恩師，因收受廠商回扣被學校被革職和與妻兒離異而不信任別人。他在第一回合中以巧言輕易騙取神崎直一億圓，堅守共二億的現金在家中三十天，但在付錢的最後一刻被秋山所騙而鬆懈，神崎直後來居上，藤澤亦因此欠下一億債務。最後，神崎直將搶走的一億交還給藤澤，藤澤承諾放弃「人是不值得信任」的观点。

#### 第二回合出場
| 玩家编号 | 姓名                        | 职业         | 各回合戰況 | 其他 |
| -------- | --------------------------- | ------------ | --- | --- |
| 1        | 佐藤 展三                   | 魚檔店員     | 第一回合不詳；第二回合落敗；敗者復活戰中，嘗試故意賣票予其他玩家，希望以正收入和最低票脫離遊戲的計謀被秋山看穿而失敗；第三回合還清欠款後以敗者身份脫離遊戲。 | |
| 2        | 江田 輝之                   | 二手書店員   | 第一回合戰況不詳；第二回合落敗；參加敗者復活戰晉級第三回合，被橫矢計謀所騙，令南國在敵國戶口增加三億。最终還清欠款後以敗者身份脫離遊戲。 | |
| 3        | 塚原 悠（勇） （福永 佑司） | 夜總會公關   | 第一回合戰況不詳；第二回合「少數決」游戏前喬裝為男性的LIAR GAME事務局成員，騙走另一參賽者高田美智子一億支票，再以女性混入會場以代理參加者身份參戰，被神崎直拉入組八人隊，另外同時組織兩隊保証自己一定取勝，闖入最後一輪被秋山揭破計謀而落敗；敗者復活戰中，先孤立神崎直然後口頭協議互相投票，卻在另一邊向其他人以500萬日圓出售出賣神崎直的戰略，將神崎直逼於絕地；以本質為不公平的撲克小遊戲再騙走神崎直三千萬日圓，後來被秋山破解反被取走十票，為神崎直奠下勝機；进入第三回合，他是秋山以外南國唯一在「走私遊戲」敢於冒險運錢和喊doubt的玩家。第三回合结束還清欠款後，由於不忿橫矢的擺佈，決定自願參加第二次敗者復活戰，與小直和秋山同隊，作為東軍的先鋒大勝對手，并於大將戰詐作與對方合謀，替神崎直騙取大量籌碼奠定勝局，成為雙方唯一有收入的玩家 (一千萬日圓)。 | 善於交際，非常貪財，頭腦精密而且無情，有空手道五段的腕力，但有時性格過於暴躁和好勝。經神崎直觀察，福永扮女裝的目的其實是因為喜歡秋山，要在秋山面前展現美麗少女的一面。因此神崎直才放心實行福永與小阪假勾結的計策。 |
| 4        | 松原 文雄                   | 工廠老闆     | 第一回合贏取對手二千萬，還清工廠的債務後不夠錢棄權；第二回合以正收入脫離遊戲。 | 外表温和 |
| 5        | 北村 廣人                   | 營業員       | 第一回合戰況不詳；第二回合落敗；參加敗者復活戰晉級第三回合，被橫矢計謀所騙，令南國在敵國戶口增加十三億一千萬；最终還清欠款後以敗者身份脫離遊戲。 | |
| 7        | 牧原 由紀                   | 主婦         | 第一回合戰況不詳；第二回合以正收入脫離遊戲。 | 沉迷老虎機到借高利貸的地步。 |
| 8        | 角田 浩輔                   | 無業         | 第一回合戰況不詳；第二回合落敗；參加敗者復活戰晉級第三回合，被橫矢計謀所騙，令南國在敵國戶口增加三億；還清欠款後以敗者身份脫離遊戲 | |
| 9        | 菊澤 孝宏                   | 汽車維修技工 | 第一回合戰況不詳；第二回合落敗；參加敗者復活戰晉級第三回合，與橫矢為中學同學，被其以往所作所為震攝同意與其勾結，但被秋山揭破背叛的行為，經小直的勸說後為南國成員原諒；還清欠款後以敗者身份脫離遊戲。 | |
| 10       | 田村 真紀子                 | 無業         | 第一回合戰況不詳；第二回合以正收入脫離遊戲。 | 美容狂熱者，以高價購買虛有其表的器材，未意識到正在受騙。 |
| 11       | 三蒲 隆義                   | 無業         | 第一回合偷走對手兩紮一百萬鈔票勝出，以為第二回合也會輕易勝出才參加；第二回合落敗；參加敗者復活戰，因他是唯一同情小直處境的人，小直多分一億使他還清欠款後以敗者身份脫離遊戲。 | |
| 13       | 藤田 信悟                   | 大學生       | 第一回合戰況不詳；第二回合落敗；參加敗者復活戰晉級第三回合，還清欠款後以敗者身份脫離遊戲。 | |
| 14       | 西原 鈴果                   | 專科學生     | 第一回合戰況不詳；第二回合以正收入脫離遊戲。 | 由於鄉下受災而被逼當推銷員，正在墮進模特兒的騙局。 |
| 15       | 石田梨恵                    | 個人投資家   | 第一回合戰況不詳；第二回合「少數決」中被福永安排留到最後一輪，由秋山早就識破福永計謀而逃過大難，在第二次投票時暗中與秋山組隊出賣福永和三蒲，以正收入脫離遊戲。 | 時常戴著墨鏡，一度被懷疑為騙走高田美智子支票的元兇。 |
| 18       | 細江 純                     | 女白領       | 第一回合戰況不詳；第二回合以正收入脫離遊戲。 | 曾為某牛郎花 上數千萬債務，正被勸說加入風月場所工作。 |
| 22       | 高田 美智子                 | 不詳         | 第一回合成功騙取對手一億；第二回合欲付錢棄權，被假扮為LIAR GAME事務局人員的福永騙走手上的一億支票；後來秋山深一成為代理參加者，再也不用返回遊戲。 | |

#### 第三回合出場
橫矢 則彥 (或譯 橫屋 則彥)
- 第四回合行動代號：老鼠
- 富家子弟，以統治別人為樂，對所有人皆不信任，表面上跟秋山、張本為勁敵，實際上隱藏敵人為神崎直。在中學時代控制整間學校，甚至連老師也被賄賂，使出故意退學的手段令校內的人為爭奪最高的位置而互相殘殺。為了完成父親交給他的賺錢任務而加入第一次敗者復活戰「裁員遊戲」。聲稱代替一位叫「渡邊」的人參賽，但在之前赤木等人參與的少數決會場卻無此人。他利用其他人的人性弱點，首兩輪便取得多餘票數完全主宰遊戲，使大部份玩家再多負一億債。
- 第三回合的「走私遊戲」，由於在敗者復活戰賺得大量財富，成為北國的獨裁統治者，以恐懼情緒控制其他北國成員。自稱有透視力，可以看穿南國萬位數的金額。與菊澤勾結的計謀被揭破後，利用南國成員貪婪的心理，令南國陷入絕境。
- 被秋山的行動所惑，雖揪出叛徒赤木和柴山，卻忽略了長谷川暗中背叛，結果橫矢和北國一敗塗地。為了替自己斂財，在後段的回合親自上陣，將自己的戶口暴漲至接近十億，使其他北國成員負上更大的債。雖然成為十八人中唯一取得巨款和能夠隨時脫離遊戲的人，但不滿神崎直的挑撥和輸給秋山的事實，決定參加第四回合。
- 第四回答預賽「感染遊戲」成功拉攏瀏海和胖子入隊，不敵秋山和神崎結果讓所有人進入第四回合本賽「搶椅子遊戲」，還蝕了三億支票給赤木和秋山。
- 第四回合「搶椅子遊戲」雖然人最少，卻跟秋山國，張本國拉成均勢。原本贏面很大的他比秋山棋差一著，忽略了最佳的阻隢方法就是人肉長城戰略的特質，使自己隊贏了卻輸了錢；自己亦淪為敗將。
- 敗部復活戰「投標啤牌」時已經知道LIAR GAME的藍本，並預言了遊戲名稱。與福永對抗並將之擊潰，成功進入最後一個回合「四國志」。
- 最終戰前哨「人體拍賣」把大塚，神崎和和田購入，原想籍此制造一堆敗者卻被秋山和金子聯手粉碎了陰謀。
- 最後比併時「四國志」中為魏國成員，被神崎說中一直脫離不了父親的掌控。在擊敗倭國後指使蜀吳二國滅掉魏國，企圖令除自己以外的人都欠債。後來秋山使計令遊戲不能完結，原想引人叛變，但因玩家們已經厭倦了互相欺騙的感覺而無功而還。明白自己一直以來相信的東西有誤之後倒戈，勾結了其中一位白面具並著大塚等把電腦資料破壞，與神崎等把矛頭轉向LGT事務所。
- 結局時被面具男肯定，指其已經開始脫離父親，獨當一面。

赤木 光太
- 第四回合行動代號：頭巾男
- 北國成員，特徵為戴頭巾
- 在第二回合及敗者復活戰中各負上一億債務。
- 第三回合受橫矢威逼跟隨，後來被秋山巧言所騙加入南國成為叛徒。在坦白遊戲中，十分鐘完結後也不供出柴山為叛徒。
- 受南國救濟，還清在第三回戰的債務。
- 受神崎直及秋山打動，自願晉級第四回合，希望憑自己實力還清第二回合及敗者復活戰欠的兩億。
- 在「感染遊戲」中加入秋山國，成功進入第四回合本戰「搶椅子遊戲」，雖然輸卻成功賺了錢。
- 把在「槍椅子遊戲」贏來的錢還債後退出遊戲，並把剩下來的錢送了給神崎。在信中感謝神崎和秋山的幫助，令神崎在無債的情況下，進入第三次敗部復活戰「投標遊戲」。

柴山 雄介
- 北國成員，特徵為長頭髮
- 在第二回合及敗者復活戰中各負上一億債務。
- 第三回合受橫矢威逼跟隨，後來被秋山巧言所騙加入南國成為叛徒。
- 在坦白遊戲中，故意出賣赤木以向橫矢宣示忠誠，但暗地裡使用錄音筆拉攏長谷川叛離北國
- 受南國救濟，還清所有債務脫離遊戲。

長谷川 博
- 北國成員，特徵為光頭的鬍子
- 在第二回合及敗者復活戰中各負上一億債務。
- 第三回合受橫矢威逼跟隨，後來經柴山的錄音筆聽取秋山的勸誘，決心加入南國成為叛徒。
- 南國能夠取得勝利的關鍵人物，成功騙過橫矢，假意運走存款到南國，但存款其實一直在北國戶口內。
- 受南國救濟，還清所有債務脫離遊戲。

津村 彰
- 北國成員，特徵為戴墨鏡
- 在第二回合及敗者復活戰中各負上一億債務
- 第三回合跟隨橫矢行動，隊伍勝出，但被橫矢出賣而負上更多的債，繼續參加第四回合。
- 「搶椅子遊戲」中為路人聯盟一員；「投標啤牌」跟橫矢一派，進入最後比併「四國志」。
- 「四國志」中為蜀國成員，因比賽不能完結而被免除債務。

和田 達司
- 北國成員，中年男性
- 在第二回合及敗者復活戰中各負上一億債務
- 第三回合跟隨橫矢行動，隊伍勝出，但被橫矢出賣而負上更多的債，繼續參加第四回合。
- 「搶椅子遊戲」中為路人聯盟一員；「投標啤牌」跟橫矢一派，進入最後比併「四國志」。
- 「四國志」中為魏國成員，因比賽不能完結而被免除債務。

村田 誠
- 北國成員，特徵為爆炸頭
- 在第二回合及敗者復活戰中各負上一億債務
- 第三回合跟隨橫矢行動，隊伍勝出，但被橫矢出賣而負上更多的債，繼續參加第四回合
- 「搶椅子遊戲」中為路人聯盟一員；「投標啤牌」跟橫矢一派，進入最後比併「四國志」。
- 「四國志」中為吳國成員，因比賽不能完結而被免除債務。

池添 賢治
- 北國成員，特徵為頭髮留有馬尾
- 在第二回合及敗者復活戰中各負上一億債務
- 第三回合跟隨橫矢行動，隊伍勝出，但被橫矢出賣而負上更多的債，繼續參加第四回合
- 「搶椅子遊戲」中為路人聯盟一員；「投標啤牌」跟橫矢一派，進入最後比併「四國志」。
- 「四國志」中為吳國成員，因比賽不能完結而被免除債務。

田島 驅
- 北國成員，特徵為粗眉毛
- 在第二回合及敗者復活戰中各負上一億債務
- 第三回合跟隨橫矢行動，隊伍勝出，但被橫矢出賣而負上更多的債，繼續參加第四回合
- 在橫矢獨裁統治下，第一位出賣其他北國成員的人
- 「搶椅子遊戲」中為路人聯盟一員；「投標啤牌」跟橫矢一派，進入最後比併「四國志」。
- 「四國志」中為倭國成員，雖然亡國但因比賽不能完結而被免除債務。

仲館 榮一（橫矢等人在敗者復活戰會場的玩家）
- 在第二回合負上一億債務
- 加入敗者復活戰，由於連自己的一千萬退休金也向橫矢作為買票抵押，結果橫矢付出二億二千萬讓其脫離遊戲，為此向其他參加者宣示其操生殺大權的統治力。

#### 第二次敗者復活戰
西田雄一
- 西軍的先鋒
- 在第二次敗者復活戰遇上秋山等人前負債一億九千四百萬。
- 極容易受騙的人，在先鋒戰被福永完全弄於股掌之間，連吃兩顆子彈，幾乎將西軍推入絕地。
- 由於神崎直阻止福永繼續將賭金流失到莊家手上，福永自願吃兩槍，先鋒戰得以拉成平局。
- 第二次敗者復活戰結束後由東軍代為還清債務，得以脫離遊戲。

菊池章
- 西軍的中堅
- 在第二次敗者復活戰遇上秋山等人前負債一億一千萬。
- 前拳擊手，但因視網膜脫落而被迫隱退。因為是拳擊手，使他磨綀出超凡的動態視力，從而使他在中堅戰中了解Joker的位置，在比賽中期大佔上風。
- 由於對清楚Joker位置一事過於自信，被秋山利用莊家完美洗牌方式知道所有牌的位置，轉勝為敗。
- 第二次敗者復活戰結束後由東軍代為還清債務，得以脫離遊戲。

小阪唯子
- 西軍的大將
- 在第二次敗者復活戰遇上秋山等人前負債一億。
- 大學畢業後，由於父親病逝要繼承公司，對經營完全不在行的小阪不斷被其他人所騙，一年內公司便告倒閉，自此小阪完全不相信其他人。
- 在大將戰之前受福永所煽惑與其勾結，代價為各自在賽後分取三億日圓籌金。但是其實福永早就與神崎直合謀，詐作以「說謊時會眨眼睛」令小阪在開局取得優勢，最後神崎直在第六回合下重注一舉取得大部份籌碼，東軍得以奠定勝局。
- 第二次敗者復活戰結束後由東軍代為還清債務，得以脫離遊戲。

#### 第四回合預賽出場
島鷹廣
行動代號：Young Jump
在預賽中和所有人一起晉級。在本賽中擔任敗家聯盟的領袖，受秋山控制，後投奔橫矢，雖然橫矢勝出，但卻背負巨債。
「投標啤牌」中與橫矢合作晉級；最終戰「四國志」中為吳國成員，因比賽不能完結而被免除債務。
安川康彥
行動代號：禿頭
在預賽中和所有人一起晉級。在第回合本戰中被逼加入成為秋山國成員，後來因為不配合秋山的計謀被投出。帶著恨意的他投奔橫矢，雖然橫矢勝出，但卻背負巨債。在投標啤牌中因為想對秋山報仇而跟張本合謀，使大家以為張本有神奇能力。終於被逼至絕路時加入秋山陣營，最後被神崎和秋山所接濟而得以脫債離場。
谷仲幸一
行動代號：巨人
在預賽中和所有人一起晉級。第四回合中為敗家聯盟的成員。在投標啤牌中，終於被逼至絕路時加入秋山陣營，最後被神崎和秋山所接濟而得以脫債離場。
大塜英一
行動代號：瀏海男
在預賽中和所有人一起晉級。畫功奇好。橫矢國成員，雖然橫矢國勝出，但卻背負巨債。
「投標啤牌」中與橫矢合作晉級；「四國志」中為魏國成員，因比賽不能完結而被免除債務。
池澤徹平
行動代號：胖子
在預賽中和所有人一起晉級。橫矢國成員，雖為第四回合本賽遊戲贏家，但手中早已無金幣，因而繼續背負巨債。
「四國志」中為蜀國成員，因比賽不能完結而被免除債務。
河合達也
行動代號：肌肉男
在預賽「感染遊戲」中和所有人一起晉級。第四回答本戰中為敗家聯盟的成員；在之後的敗部復活賽「投標啤牌」中起了重要作用。最後被神崎和秋山所接濟而得以脫債離場。
卷園和也
行動代號：四眼
在預賽中加入了秋山國，和所有人一起晉級。在第四回合本戰中一直留在秋山國，成為隊中不可或缺的一員。及後雖然秋山國落敗，但所賺的錢已足夠還清債項，沒有再參加敗部復活戰直接退出LIAR GAME。
佐伯居史
行動代號：髮蠟頭
在預賽中和所有人一起晉級。第四回合本戰中為敗家聯盟的成員。在投標啤牌中，被逼至絕路時加入秋山陣營，最後被神崎和秋山所接濟而得以脫債離場。

#### 第四回合本戰
張本隆 (或譯 張本隆志)
行動代號：僧侶衣
「泰平天國」教主，教徒稱呼為萬歲。
在第四回合槍椅子遊戲中登場，統領木村，三家本，阿部三人組成張本國與橫矢國和秋山國抗衡。與橫矢有限度合作對抗秋山國，但當秋山決定全員退出話事人選舉後茅頭轉向橫矢。然而秋山和橫矢善用路人聯盟而導致最後形勢告急；本想以名牌收買路人聯盟卻料不到酒井最後被橫矢招攬。最後在此戰鎩羽而歸。
進入第三次敗部復活戰投標啤牌時，假裝同意神崎的建議，卻暗地裡跟木村等以更高價錢投得啤牌，瓦解全員合作的氛圍。在遊戲後段把主導權交予木村；輸掉比賽之後向眾人解釋參加比賽的原因。因為被神崎感動而決定把之前贏回來的錢替秋山還債，使之得以無債進入最終戰，餘下的盈餘則分了給原本由張本組四人代理的原參賽者。退出比賽後，留了訊息給神崎和秋山，答謝二人的幫助；自母親被騙而枉死後，秋山首次說出「人類似乎還有救」而讓神崎感動不已。
木村惠
行動代號：短Bob頭
「泰平天國」信徒，職位為千歲。
在第四回合槍椅子遊戲中登場，輸掉比賽之後進入第三次敗部復活戰投標啤牌。被神崎發現原來是「泰平天國」中的影子領袖，張本只是精神上的統領而已。因為深信自己組會贏而轉而向其他參加者榨取更多，深信其他人不可能會聯合團結起來。因為也具備清晰和邏輯的頭腦結果被秋山料中所有舉動，結果被深山(肌肉男)所影響而步進秋山的陷阱裡面。
真正參加比賽的原因是想招攬潦倒的偶像進「泰平天國」，籍以壯大組織。在輸掉比賽之後，順從張本的意見把贏來的錢都拿去替其他人還債。
三家本美嘉 (或譯 御神本美嘉)
行動代號：OL
「泰平天國」信徒，職位為八百歲。
在第四回合槍椅子遊戲中登場，曾以美人計令橫矢組的瀏海背叛；輸掉比賽之後進入第三次敗部復活戰投標啤牌。在輸掉比賽之後，順從張本的意見把贏來的錢都拿去替其他人還債。
阿部由紀子
行動代號：黑髮馬尾
「泰平天國」信徒，職位為五百歲。
小時候被虐待而深受折磨，加入「泰平天國」對張本忠心不貳；但卻發現神崎跟其他參賽者不一樣。漸漸被神崎所影響，不知不覺站在她的一邊。在第四回合槍椅子遊戲中登場，輸掉比賽之後進入第三次敗部復活戰投標啤牌。心中也隱隱然覺察到木村與張本的關係，並提出了疑問。在輸掉比賽之後，順從張本的意見把贏來的錢都拿去替其他人還債。
下原田修
行動代號：磨菇
在第四回合「搶椅子遊戲」中成為路人聯盟一員。進入第三次敗部復活戰投標啤牌，於最後階段投向秋山，輸掉比賽後被秋山和神崎接濟得以無債脫身LIAR GAME。
酒井誠
行動代號：白西裝
在第四回合「搶椅子遊戲」中成為張本橫矢之戰的轉捩點，在敗部復活戰中讓秋山代替自己出賽，得以退出LIAR GAME。

#### 決勝戰
樫木裕也
元音樂家
決勝戰號碼1號
原本木村惠想幫助的音樂明星，在張本退出比賽之後被逼參賽。然而因為張本之前所贏的錢，其實是帶著一億五千萬円進入決勝戰的。於人體拍賣投得秋山，成為倭國一份子。最後因比賽不能完結而被免去所有債務。
草野光太郎
- 行動代號：鳳梨頭

決勝戰號碼4號
「投標啤牌」中與橫矢合作晉級；「四國志」中為蜀國成員，因比賽不能完結而被免除債務。
中岡良人
- 行動代號：大鼻子

決勝戰號碼8號
「投標啤牌」中與橫矢合作晉級；「四國志」中為倭國成員，因比賽不能完結而被免除債務。
佐久間關一
決勝戰號碼11號
在張本退出比賽之後被逼參賽，然而因為張本之前所贏的錢，其實是帶著二億以上盈餘進入決勝戰的。在人體拍賣中了秋山和金子的計而被逼離開LIAR GAME。然而因為本身已有二億，所以並離場時並沒有債務。
高島勝氏
決勝戰號碼12號
在張本退出比賽之後被逼參賽，然而因為張本之前所贏的錢，其實是帶著二億以上盈餘進入決勝戰的。在人體拍賣中了秋山和金子的計而被逼離開LIAR GAME。然而因為本身已有二億，所以並離場時並沒有債務。
石田幸人
- 行動代號：戴帽鬍子

決勝戰號碼13號
「投標啤牌」中與橫矢合作晉級；「四國志」中為蜀國成員，因比賽不能完結而被免除債務。
金子美月
- 行動代號：病女

決勝戰號碼15號
在第三次敗部復活戰投標啤牌裡面不齒橫矢的做法而加入了福永一黨。然而，因為勢孤力弱一直被打壓。最後福永成全金子，使她得以以二億以上盈餘進入最終戰，自己背負巨債離場。金子為了在最後對抗橫矢，在人體拍賣與秋山合計把兩名已有二億以上盈餘的參加者拉出比賽，藉此減少場上其他已經背負巨債的參加者百上加斤。
在臨走前多謝了秋山和神崎，並著二人要努力把福永的志向繼續；對抗橫矢以及事務所。
木藤正吉
- 行動代號：小白臉

決勝戰號碼17號
「投標啤牌」中與橫矢合作晉級；「四國志」中為吳國成員，因比賽不能完結而被免除債務。

#### LGT（Liar Game Tournament）事務所
谷村 光男（たにむら みつお）
一開始被神崎直找上的律師，亦是介紹秋山給她認識的人。後來發現原來是LGT事務所的員工，專門負責神崎直的事務。對神崎沖的茶讚賞有加，但始終認為神崎就是一個無藥可救的蠢材。在漫畫裡，是LGT事務所裡面唯一一個讓讀者看見全貌的員工。
栗藤
負責和橫矢接線的LGT事務所職員。外表似乎是長髮女子，在漫畫總是戴著墨鏡、口罩和穿著大衣。跟秋山一樣修讀過心理學，對橫矢的實力非常有信心。另一邊廂也會跟面具男們一起觀看賽事，並提供自己的意見及分析，不時都有出人意表的正確推理和預告。
白面具
LGT的低層員工，數量頗多。面具上沒有任何花紋，平常都是做一些雜務如阻止暴力行為，推出餐點之類的事。然而，亦有點對某專門技能頗為純熟(如洗牌)。
在最後遊戲四國志裡面因為吳蜀兩國一直分不出高下而開始懷疑主辦方，其中一人結果被橫矢說動出賣LGT事務所。
對有花紋的面具男們的身份渾然不知。
萊奧尼拉/尼羅利凱 (Leronira、レロニラ)
主持遊戲的面具男之一，於第二回合少數決時首次出場。他亦主持了神崎直有份參加的解僱遊戲及走私遊戲。
戴上的面具於雙眼側邊都有花紋，額頭中央有一顆像眼珠般的圖案。在眾多參加者之中較看好秋山，亦是第一個留意到神崎的特別之處的人。
比其他的面具男推理和分析能力都要強，每每能準確預計出福永、秋山、橫矢或張本的奇策；甚至比其他人都要早一步預料到戰況的發展。因為看重神崎，令其他面具男亦對之抱有期待。
在搶椅子遊戲中，準確地分析出秋山組放棄話事人爭奪的原因，亦看出了張本旨在把對手無效化的策略。臨近尾聲，基本上看穿了秋山的計謀，道出「團結一致才是最佳策略」的真粹。
在投標啤牌前錯估了橫矢的優勢，後來明白橫矢已經早其他參賽者一步了解到LIAR GAME的來源。然而在分析秋山的計謀時非常完滿，令其他面具男們無言以對。
在人體拍賣裡比橫矢早一步發現了秋山扭轉乾坤的計謀。
當栗藤於四國志時指出，吳蜀兩隊根本沒有富二代的時候，安然地察覺到秋山是等魏國滅亡後，籍此令兩隊打出最安全的牌，結果令兩隊守和至1比1同分的狀態。
當橫矢決定也向LGT事務局宣戰時，對拉布尼指出，神崎和秋山都知道玩家們已經不再奢望苟活於背叛之下的勝利，即使橫矢再從中挑撥也無補於事。亦即是說，LGT事務所已成敗局，被玩家們反將一軍了。
當秋山使計令最終戰不能結束後，亞查在解釋來龍脈時，認出了拉布尼的真正身份。然而，他自己的真實身份　－　秋山的在大學裡的授業恩師丘邊　－　亦被拉布尼認出。
雖然亞查答應了面具男們會有酬勞，卻早就決定放棄這筆錢的人之一。
利亞路哥 (Nearco、ネアルコ)
主持遊戲的面具男之一，於第三回合走私遊戲中登場，帶著北國隊伍跟南國隊見面。
戴上的面具每隻眼睛上下各有一個菱形圖案，口部則邊有八字鬍。非常認同橫矢的實力，一開始對萊奧尼拉對神崎的重視不以為然。在搶椅子遊戲後，才真正感慨神崎訴諸人心的能耐可能比張本還要厲害，認同萊奧尼拉的說話。
分析力不錯，在其他面具男裡面也算是較強的其中一個，但始終不及萊奧尼拉。
在投標啤牌中看穿了張本「氣」的真相，知道張本組私下交換平板電腦的原因。
在四國志裡面萊奧尼拉的提示下，推理出倭國是故意求敗，籍此令魏國勝出，令橫矢擊潰秋山和神崎的計劃幻滅。然而只對了一半，萊奧尼拉後來改正了他。
索拉利奧 (Solario、ソラリオ)
主持遊戲的面具男之一，於第二次敗部復活戰中登場。
戴上的面具右眼周圍為一個太陽的圖案。對於神崎直在先鋒戰已看出LGT事務所在遊戲裡的陷阱而驚訝。
在搶椅子遊戲中，最早發現了路人聯盟的存在，亦發現了一切都是由秋山所操控。
科羅利 (Forli、フォルリ)
主持遊戲的面具男之一，於第四回合預賽感染遊戲中登場。
戴上的面具雙眼及口部都有小丑般的圖案。髮型也跟大部份面具男有點不一樣，稍為向上梳的髮型。
綜合能力似乎是眾多面具男之中最弱的一個，常進入了橫矢、張本或秋山的陷阱之中。在感染遊戲中和栗籐一起看比賽，完全被秋山的胡謅給糊弄過去，還不時被栗籐改正謬誤(但二人其實最多只能窺視秋山計謀的一麟半爪而已)。其他場合也不時被其他面具男們反駁自己的理論。
認為神崎加上秋山的組合無往而不利，認同神崎作為異軍的存在的意義。
在搶椅子遊戲中，不斷被秋山、張本、橫矢的計謀所惑，需要由其他面具男甚至栗籐解釋清楚。基本上，其他面具男在分析狀況時都不會理會他意見。在投標啤牌裡雖然看不穿任何妙計，但深信秋山還有後手。
阿爾沙博 (Alsab、アルサブ)
主持遊戲的面具男之一，於第四回合搶椅子遊戲中登場。他同時亦是福永張本那邊感染遊戲的主持。戴上的面具雙眼上下都有花紋，額頭正中為太極符號，雙頰有象徵水和火的「坎」和「離」卦象；跟南韓國旗相似。
在投標啤牌時對神崎提議互相合作不讓錢流入LGT事務所表示非常不以為然，甚至有點激動地稱「人類就是因為無法合作，才會不斷地重蹈覆轍；是愚不可及的生物」。提出秋山要贏就要捨棄其他玩家的做法，不然自己也會輸掉並負債；當秋山提出可以扭轉敗局時認為秋山在說謊。當秋山解釋遊戲的本質為「多數決」並把張本組擊退並真的替其他玩家們清除債務後，真正對其感到佩服，亦對神崎改觀。
似乎對「泰平天國」的內部權力分野挺為瞭解，一直對張本國頗為重視；在「投標啤牌」張本敗北後甚為驚諤。跟利亞路哥似乎私下相識。
拉布尼 (Rabelais、ラブレー)
主持遊戲的面具男之一，於第三次敗部復活戰投標啤牌中登場；是橫矢福永那邊的主持。
戴上的面具眉毛及雙眼上下皆有圖案，下巴亦有一水滴型狀的符號。分析力，邏輯推理皆強，可以與萊奧尼拉爭一日之長短。從萊奧尼拉的話中，於上一次LIAR GAME裡的表現冷血狡猾，連戰連勝。
於四國志裡面對橫矢有極獨到的心理分析，但當栗藤查出富二代為子烏虛有之後亦參不透秋山的意圖。雖然亞查答應了面具男們會有酬勞，卻早就決定放棄這筆錢的人之一。
真正身份為橫矢的父親，坐擁巨富；見證兒子的成長，並對其坦然接受失敗似乎頗為認同。
茲利 (Silien、シリーン)
主持遊戲的面具男之一，於第三次敗部復活戰投標啤牌中登場；是秋山神崎張本那邊的主持。
戴上的面具額頭，眼側，口下都有直線般的花紋，形成三條對角線似的圖樣。
台詞不多，多於最終戰四國志時；分析橫矢和秋山拉攏吳蜀之策的分別，並判定橫矢必勝。
亞查 (Altair、アーチア)
LGT事務所的最高領導人，主持了最終戰四國志。
身穿連帽長袍，面具在鼻樑中間有一樹狀圖案，雙眼兩邊都有圖案。首次出場是投標啤牌准許事前已知道遊戲內容的橫矢繼續參賽。
真正身份是日裔美籍電影導演Tad Miyagi，因被拜託製作有政治爭議的小說LIAR GAME成為真人秀而捲入旋渦。因為製作人無故死亡並收到了恫嚇信，於是叫停了製作。在之後收到了一大筆錢作為掩口費，改姓埋名，一直生活於陰薶中。
為了重啓LIAR GAME用之前的掩口費舉辦了這次比賽；並聘請了之前的玩家們戴上面具，作為每一關的主持。
最終戰因為秋山的計謀不能完結，宣佈投降，免除所有參加者的債務。向所有人宣佈LIAR GAME的真義後，在徵得參加者同意之下把LIAR GAME作為紀錄片在網上發放，但未幾即被刪除，原因並沒有交代。
在單行本中，揭露真實身份其實是神崎直病重的父親。

## 遊戲規則
Liar Game是由不明組織LGT事務所所舉辦的多回合制淘汰賽，據第二回合主持人萊奧尼拉所言，其目的為尋求真正的Liar King。每一回合進行的遊戲都不相同，大致上的共通點為：
- 遊戲初，由LGT事務所強制性借給各個參賽者若干資金，此資金皆以億為單位。
- 參賽者在進行遊戲的同時試圖奪取其他人的金錢。
- 遊戲終了後，每位參賽者需歸還所借的金錢（可拒絕歸還，當然會因此背上負債），若遊戲中成功奪取他人金錢而有盈餘，此盈餘將作為獎金，反之，不足則淪為負債，而且LGT事務所會不擇手段的去追討。
- 遊戲的勝負判斷視該回合遊戲規則而定，不一定會與參賽者所獲得的金錢相關。
- 勝者可選擇晉級下回合，或者歸還該回合所得獎金之半數以退出比賽。
- 償還負債是自確定被淘汰之時起開始償還，因此在淘汰賽中一路晉級或決定參加敗部復活賽時事務所還不會去追討。

### 第一回合
第一回合為一對一的現金搶奪戰。LGT事務所將比賽資金一億元以現金寄到參賽者家中並且告知對手身份，在遊戲期間30天整可用任何手段奪取對方的現金，事務所宣稱此行為不會構成犯罪。30天過後事務所會派人到參賽者住家來清點現金，此時現金數多者勝出，之後雙方需歸還一億元於事務所。

### 第二回合
第二回合為「少數決」遊戲，即多數服從少數遊戲。首先由LGT事務所抽出一名玩家提出"YES" 或 "NO"問題，然後玩家需回答"YES"或"NO"（可不用依照事實回答）。勝出一方為較少玩家選擇的一方（如雙方平手或所有玩家都投YES/NO則該次投票結果不算，重來一次），而輸掉的玩家需還給LGT事務所在遊戲開始時所交給玩家的名牌(名牌上鑲有價值一億元的鑽石)，最後勝出的1位玩家可得到其他玩家留下的21億作為獎金（如為2位玩家可得到其他玩家留下的20億，即各得10億）。在此回合，玩家需設法讓自己成為少數派。

### 第二回合敗部復活賽
第二回合敗部復活賽為「解僱遊戲」，九位玩家需合力解僱其中一位玩家。LGT事務所在遊戲開始前派給玩家"M TICKET"，玩家可自由運用"M TICKET"中的一億元（遊戲結束後不必歸還）。在此回合中，九位玩家以「希望哪位玩家可躋身第三回合」作十輪投票。在每輪投票中，LGT事務所會派發"L TICKET"作投票道具。玩家各持五票，這五票可投給相同的玩家，但不可投給自己或不存在的玩家。經過十輪投票後，得票最少的玩家為輸家（輸家的一億平分給勝出的八位玩家，即輸家會負債一億），而勝出的八位玩家需無條件晉身第三回合。

### 第三回合
第三回合為「走私遊戲」。由九位玩家組成一個國家並聯手對抗敵國。在遊戲開始前，每位玩家在敵國都存有四億元，而在「第三國」的帳戶則有一億元。玩家需把在敵國的存款全數移到「第三國」的帳戶，但途中需騙過敵方的檢察官。檢察官可喊出"PASS"或"DOUBT XX"(XX為扣押金額)來通過或阻止走私。遊戲共有三十回合（雙方各走私一次算一回合）。三十回合結束後，「第三國」帳戶的金額較多者為贏家。
- 走私成功與否的判斷：
- 如果檢察官喊出PASS→走私成功（箱子裡面的金額全歸走私者所有）。
- 如果檢察官喊出DOUBT，這又可分成以下三種狀況：
  - ①如果箱子裡面是0元→檢察官需支付扣押金額的半數給走私者。
  - ②如果扣押金額≥箱子裡面的金額>0元→走私失敗（箱子裡面的金額全歸檢察官所有）。
  - ③如果扣押金額<箱子裡面的金額→走私成功，而且檢察官還需支付扣押金額的半數給走私者。

### 第三回合敗部復活賽
第三回合敗部復活賽為三對三的團體賽。由每隊決定一人為先鋒、中堅和大將。遊戲由每隊的先鋒、中堅及大將對決。每隊持有150枚籌碼，即一億五千萬(一枚相當於一百萬)。玩家可在與敵方對決中奪取對方的籌碼。對決中的莊家由LGT事務所人員來扮演。

#### 先鋒賽
先鋒賽為「二十四連發俄羅斯輪盤」。遊戲開始前，雙方玩家需從左輪手槍的24個洞中選擇3個洞來裝入子彈(子彈只有聲音和振動)，然後輪流開槍。若是空槍(無子彈)則該名玩家可獲得桌上所有籌碼；若中槍則須付出50枚籌碼給對方玩家。玩家可選擇"PASS"來拒絕開槍，但需交出一枚籌碼置於桌上作為費用，若下一個玩家亦選擇"PASS"，那將要交出雙倍的費用。雙方共計連續五次喊出"PASS"就是「流局」，桌上所有付出用來pass的籌碼（共31枚籌碼）便會流到莊家手上，莊家會代替玩家開槍。遊戲結束時，中槍次數較少者勝出（如雙方玩家中槍次數相同則為平手）。

#### 中堅賽
中堅賽為「17POKER」。此回合是利用17張牌玩的撲克，而這17張牌是由4張A、4張K、4張Q、4張J及1張Joker組成。Joker是不受限制，可任意變成遊戲中的任何一張牌。
遊戲開始時，莊家會準備一副全新的牌並洗牌，而雙方玩家各有一次切牌的機會。分發牌後，雙方玩家需支付5枚籌碼為場地租用費，然後雙方可喊出"Check"(觀察)、"Raise"(加注)、"Call"(跟注)或"Fold"(棄牌)，第一次下注可以投注5至15枚籌碼。接着，從宣報投注金額的玩家開始換牌，莊家會從餘下的撲克牌中抽出扔給玩家(由於只有17張牌，假如先換牌的玩家換五張則後換牌的玩家最多只可以換兩張)。以上步驟重複一次，第二次下注可以投注第一次下注的金額至30枚籌碼，然後莊家便會宣佈「開牌」，並請雙方玩家亮牌。此時，牌面較大的玩家勝出，勝負順序分別是五張>同花順>四張>葫蘆>順子>三張>兩對>一對。中堅賽共有十個回合。當十個回合結束後，取得籌碼較多者為贏者。

#### 大將賽
大將賽為「不會旋轉的輪盤」。此遊戲使用的輪盤是固定的，上頭僅分成號碼1-4的四個區塊，中心原為轉柄的地方改為用來放入鋼球，可選擇放入1-4號區域，且除了放入者以外的人皆無法得知鋼球放入哪個區域。之後在將轉柄下壓則鋼球會從輪盤上號碼對應的區塊滾出。八個回合內雙方玩家輪流擔任莊家，莊家需決定要將鋼球放入哪號區域。放入後鋼球後由莊家先下注，莊家最多可在四個號碼都下注，籌碼數不限。之後輪到子家下注，但子家最多只能在其中兩個號碼下注，且下注總籌碼數需等於或大於莊家下注總籌碼數，但子家隊伍總籌碼數小於莊家下注總籌碼數時，則必須以全部籌碼下注。雙方皆下注完成後由事務局人員壓下轉柄使鋼球滾出，此時若只有一方玩家押中號碼，則場上所有籌碼歸該名玩家；若雙方皆有押中號碼，則場上全部未押中的籌碼依「雙方在押中號碼所下注的籌碼比例」分配給兩方玩家；若雙方皆未押中號碼，則場上所有籌碼由事務局回收。八個回合後，獲得總籌碼數較多的隊伍獲勝；又或者當一方隊伍失去所有籌碼時，比賽強制結束且由對方隊伍獲勝。

#### 第三回合敗部復活賽的輸贏判斷
- 如到中堅賽為止雙方分別為1勝1和及1敗1和的話，那麼以大將賽結束時獲得總籌碼數較多的隊伍獲勝。
- 如到中堅賽為止雙方都是1勝1敗的話，那麼以「大將賽結束時獲得總籌碼」−「大將賽開始時獲得總籌碼」的差數較多的隊伍獲勝。

### 第四回合
第四回合由於參賽人數過多，一共有24人，故分作兩組12人進行預賽。事務所於預賽開始時借給每位參賽者一億元，然而實際上參賽者並不會在預賽接觸到這一億元，而是晉級進入正賽後才得以使用，即是說在預賽淘汰的人將背負一億元債務，而晉級者將在正賽中爭奪23億元。

#### 預賽
第四回合的預賽為「感染遊戲」12名玩家皆須戴上一隻取不下的數位手表。從參賽的12名玩家中由電腦隨機選出2名被感染者，狀態記為感染+0，其餘十人狀態則為正常+0。
場地內設有四個檢查室，玩家不進檢察室則無法確認自己的狀態。檢查室一次只能容納一人，因此除非在場地內互相告知，玩家皆無法以其他手段確認其他玩家的真正狀態。遊戲開始後玩家須找其他玩家以手錶上的感應器接觸，此時會有以下幾種情形：感染+0和感染+0的兩名玩家接觸的話，兩人的狀態不會有所改變；感染+0的玩家和正常+0的玩家接觸的話，則感染+0的玩家狀態不會改變，但正常+0的玩家會變成感染+0；正常+0和正常+0的兩名玩家接觸的話，兩人的狀態皆會變成正常+1，此時顯示的數字即為玩家持有疫苗的數量，玩家只能和同一個對象生成一支疫苗，之後再和同一人接觸則疫苗數量不會有變化，但和未接觸過的正常玩家接觸則可以使疫苗的數量再增加；若是感染+0的玩家和正常+n（n>0）的玩家接觸，則感染+0的玩家會變成正常+0，正常+n的玩家會變成感染+(n-1)，此時若n-1還是大於0，則成為感染+(n-1)的玩家可以按下手表上的按鈕使自己成為正常+(n-2)；但若感染+(n-1)的玩家不先使自己恢復為正常，該名玩家也無法用所持的疫苗使其他感染者恢復正常。遊戲結束後持有4支以上疫苗的正常玩家即可進入第四回合本戰；若持有4支疫苗者人數多於3人，則依持有疫苗數多寡順序由多到少優先錄取，直到錄取人數大於等於6人（若有多人持有疫苗數相同，則有可能錄取多於6人）；若是12個人持有疫苗數皆大於4支且相同，則全數錄取。
此遊戲有預演戰，在預演戰結束後成績最好的前3名，在正式遊戲時可獲得「不被選為感染者」的權利（換句話說，就是從其餘9位玩家中由電腦隨機選出2名被感染者）。

#### 本戰
第四回合本戰為「搶椅子遊戲」。
第四回合本戰一開始會有25張椅子，而每張椅子各編有1~25的號碼，每一回合就會減少一張椅子。椅子個別散落在島上的各處，玩家必須在鈴聲響起時去觸摸圖騰，並且在10分鐘內就座。參賽者有18人，其餘非玩家的觀戰者(預賽的淘汰選手)稱之為"路人甲"，可隨意活動，甚至移動椅子。每回合中間有10分鐘的集合時間，10分鐘的莊家投票時間。莊家的票選方式為多數決，當選為莊家的玩家可以挑選要剔除幾號椅子。路人甲也可以參與莊家的投票活動。每位玩家手上持有23枚刻有自己名字的金幣，當遊戲結束時，刻有勝利者名字的金幣每1枚皆可以換取1億元的獎金，最多可以獲得23億。

### 第四回合敗部復活賽
第四回合敗部復活賽為「投標撲克」。第一會場包含神崎直、秋山深一、張本組成員等，第二會場有橫屋、福永等人
第四回合敗者11人一區，每人發一平版電腦，進行指紋登錄後該平版電腦只能該人使用，遊戲過程皆以平版電腦進行。
遊戲流程：
- 開始發給每人三百枚金幣，一枚等於一百萬，歸還時只須還一百枚金幣。
- 平版電腦會出現5~6張一組的撲克牌，依序標明商品A 商品B...。透過平版電腦進行投標，價高者得，若出價最高相同時，先出價者贏，一旦出價後不得取消或重新。
- 投標完後進行5次換牌機會，換牌流程：
  - ①10分鐘時間進行棄牌。
  - ②30分鐘時間展示棄牌商品，依棄牌時間順序標明商品A 商品B...。
  - ③5分鐘時間進行商品A拍賣，宣布商品A得標後繼續5分鐘時間進行商品B拍賣...。
- 5次換牌後遊戲結束，此時依照個人手中牌的大小決定勝負，不足5張視為最弱牌型，超過5張則挑出5張參加評判。
- 賞金分配為：第一名1億；第二名4千萬；第三名1千萬；最後一名罰金1.5億並退出遊戲.若最後一名並列多人時，前三名賞金乘以最後一名人數。
- 此遊戲有預演戰，發給每人三十枚金幣，歸還時只須還十枚金幣，以24張牌進行遊戲，只進行一次換牌。預演戰賺到的金幣額外加在參加預演戰的選手。

### 最終回合
最終回合為「四國志」。
最終回合包含神崎直、秋山深一、橫屋共19人參加，每人發三億及一平版電腦進行合作鬼腳圖決定自己的號碼，接著進行活人拍賣決定以四人一組的四國進行四國志遊戲，餘下的三人敗退除交還三億外還要懲罰二億。
活人拍賣流程：
- 開始發給每人手中三億，按照號碼順序上台，台下的人若想成為一組可以手中的三億投標，金額以一千萬為單位，一人時間十分鐘。
- 投標者及金額會顯示在螢光幕上，金額不足可在時間內加，但投標後無法取消，若金額相同則由較早投標的人得標。
- 若已有二人一組或三人一組的成員還未被叫上台，則輪到該號碼時為整組成員一起拍賣。

四國志流程：
- 各國司令台只准一名司令官進去執行指令，司令台有兩個顯示器，上方為各國情況，下方為攻擊防禦操作。
- 當進行攻擊或防禦時，會損失生命點數1LP，當遭受攻擊時，會損失生命點數3LP。
- 各國每一回合最多執行三次指令。
- 各國開始前決定各國的BOSS，BOSS可指定該國成員當司令官，但BOSS不能當司令官。
- 此遊戲有預演賽，預演賽勝出者為該國BOSS。

## 出版書籍
單行本
| 集數 | 集英社         | 集英社                 | 天下出版       | 天下出版               | 長鴻出版社     | 長鴻出版社           |
| 集數 | 發售日期       | ISBN                   | 發售日期       | ISBN                   | 發售日期       | EAN                  |
| ---- | -------------- | ---------------------- | -------------- | ---------------------- | -------------- | -------------------- |
| 1    | 2005年9月21日  | ISBN 978-4-08-876855-7 | 2006年10月24日 | ISBN 978-988-215-143-7 | 2006年11月3日  | EAN 471-0765-20906-3 |
| 2    | 2006年1月24日  | ISBN 978-4-08-877024-2 | 2006年11月2日  | ISBN 978-988-215-165-9 | 2006年12月15日 | EAN 471-0765-21099-1 |
| 3    | 2006年10月24日 | ISBN 978-4-08-877151-9 | 2007年5月7日   | ISBN 978-988-215-321-9 | 2007年9月6日   | EAN 471-0765-17345-6 |
| 4    | 2007年5月23日  | ISBN 978-4-08-877273-8 | 2007年7月28日  | ISBN 978-988-215-384-4 | 2007年10月23日 | EAN 471-0765-21760-0 |
| 5    | 2007年9月24日  | ISBN 978-4-08-877328-5 | 2007年11月29日 | ISBN 978-988-215-521-3 | 2008年10月23日 | EAN 471-2805-82780-0 |
| 6    | 2007年12月24日 | ISBN 978-4-08-877369-8 | 2008年4月14日  | ISBN 978-988-215-641-8 | 2008年12月2日  | EAN 471-2805-82895-1 |
| 7    | 2008年9月24日  | ISBN 978-4-08-877509-8 | 2009年1月19日  | ISBN 978-988-215-851-1 | 2009年1月10日  | EAN 471-2805-82993-4 |
| 8    | 2009年1月24日  | ISBN 978-4-08-877581-4 | 2009年3月20日  | ISBN 978-988-215-892-4 | 2009年11月6日  | EAN 471-1552-44634-0 |
| 9    | 2009年8月24日  | ISBN 978-4-08-877703-0 | 2009年10月12日 | ISBN 978-988-8029-66-2 | 2010年11月2日  | EAN 471-3469-35577-7 |
| 10   | 2009年11月9日  | ISBN 978-4-08-877769-6 | 2010年2月8日   | ISBN 978-988-8030-87-3 | 2010年12月1日  | EAN 471-3469-35613-2 |
| 11   | 2010年2月24日  | ISBN 978-4-08-877805-1 | 2011年7月22日  | ISBN 978-988-8127-37-5 | 2011年1月19日  | EAN 471-3469-35824-2 |
| 12   | 2010年5月24日  | ISBN 978-4-08-877851-8 | 2011年10月4日  | ISBN 978-988-8127-70-2 | 2011年2月17日  | EAN 471-3469-35825-9 |
| 13   | 2010年9月22日  | ISBN 978-4-08-879026-8 | 2012年11月5日  | ISBN 978-988-8128-97-6 | 2011年8月19日  | EAN 471-6814-19291-1 |
| 14   | 2012年2月29日  | ISBN 978-4-08-879224-8 | 2013年1月23日  | ISBN 978-988-8168-46-0 | 2012年11月23日 | EAN 471-5409-85445-6 |
| 15   | 2012年11月24日 | ISBN 978-4-08-879475-4 | 2013年5月15日  | ISBN 978-988-8169-64-1 | 2013年6月28日  | EAN 471-5409-85859-1 |
| 16   | 2013年5月22日  | ISBN 978-4-08-879547-8 | 2014年8月22日  | ISBN 978-988-8302-39-0 | 2013年12月3日  | EAN 471-5409-86149-2 |
| 17   | 2014年9月24日  | ISBN 978-4-08-890013-1 | 2014年12月20日 | ISBN 978-988-8302-77-2 | 2015年3月17日  | EAN 471-5409-86854-5 |
| 18   | 2014年12月24日 | ISBN 978-4-08-890062-9 | 2015年2月11日  | ISBN 978-988-8302-95-6 | 2016年1月6日   | EAN 471-5409-86993-1 |
| 19   | 2015年4月22日  | ISBN 978-4-08-890144-2 | 2015年7月29日  | ISBN 978-988-8215-66-9 | 2016年4月12日  | EAN 471-5409-87629-8 |

其他
- LIAR GAME roots of A 甲斐谷忍 短篇集（LIAR GAME roots of A 甲斐谷忍 短編集）

| 集數 | 集英社        | 集英社                 | 長鴻出版社    | 長鴻出版社           |
| 集數 | 發售日期      | ISBN                   | 發售日期      | EAN                  |
| ---- | ------------- | ---------------------- | ------------- | -------------------- |
| 全   | 2008年7月18日 | ISBN 978-4-08-877476-3 | 2011年3月11日 | EAN 471-3469-35909-6 |

2009年11月4日、ISBN 978-4-08-782252-6

## 電視劇

### 漫畫與真人版的分別
日本
- 「LIAR GAME」曾經改編為富士電視台的電視劇《LIAR GAME》、《LIAR GAME:Season 2》及電影《LIAR GAME:The Final Stage》、《LIAR GAME -再生-》。
- 第一季於2007年4月首播，由於原作漫畫為不定期連載，劇集拍攝進度於第三回合（走私遊戲）已超過漫畫，往後情節便不再從原作漫畫改編。到了第二季於2009年11月首播，劇情設定再度回歸原作漫畫，然而由於預計劇集進度會再次超過漫畫，劇組只保留當時已有的遊戲設定，即第三回合敗部復活戰及第四回合預賽（分別為劇集中的第四回合及準決賽上半場），此後劇集情節又一次由劇組自行創作。
- 2010年3月上映的電影《LIAR GAME:The Final Stage》以及2010年2月首播的電影宣傳作《LIAR GAME X》，已經完全與原作漫畫脫勾，2012年3月電影《LIAR GAME -再生-》與2012年3月番外篇《Alice In LIAR GAME》的主角更已不再是神崎直了。

韓國
- 「LIAR GAME」曾經改編為tvN的電視劇《LIAR GAME》，共計 12 集，第一集於 2014年10月首播，在劇情方面則是另外加入許多原創設定。
- 劇中男主角改為大學心理教授，女主角改為因父親欠債失蹤而休學背負巨額債務，故事中主配角也額外創作不少感情戲相關橋段，幕後的遊戲事務局則改為電視臺真人節目及主持人，節目內容進行的有五億遊戲（原作的一對一現金搶奪戰）、少數決、敗部復活賽（原作的解僱遊戲）、總統遊戲（節目選手們選擇三位候選人進行三次選舉，每次選出的總統可分配遊戲幣及選定淘汰者）、走私遊戲、敗部復活賽及最終戰（原作的團體賽）。